# Goanna
Goanna是一個開放原始碼的網頁瀏覽器引擎，是Mozilla基金會的Gecko排版引擎一個分支，被用於Pale Moon和Basilisk網頁瀏覽器。Goanna引擎成為2016年1月發布Pale Moon 26版本的一部分。